# 물새

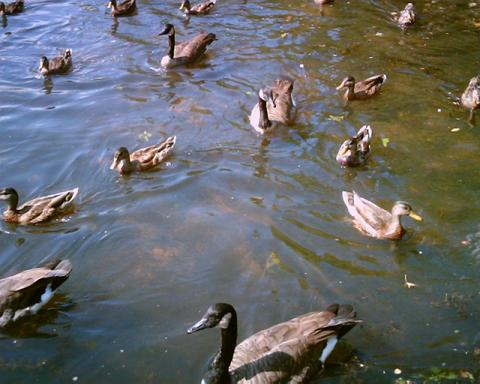

물새 또는 수조(水鳥)는 물가에 서식하는 조류의 총칭이다. 강, 논, 호수, 습지, 해안 등에 서식한다. 일부 정의에서는 물새라는 용어가 특히 담수 생태계의 새에 적용되지만 다른 정의에서는 해양 환경에 서식하는 바닷새와 구별되지 않는다. 일부 물새(예: 섭금류)는 육상 생활에 더 많은 반면, 다른 물새(예: 기러기목)는 더 수생 생활을 하며, 이들의 적응은 환경에 따라 달라진다. 이러한 적응에는 물 속에서 먹이를 먹는 데 적합한 물갈퀴가 있는 발, 부리, 다리와 물 속에서 먹이를 잡기 위해 표면이나 공중에서 다이빙하는 능력이 포함된다.
물수리와 바다 독수리와 같은 일부 육식성 맹금류는 수생 먹이를 사냥하지만 물속에 오래 머물지 않고 주로 마른 땅에서 살기 때문에 물새로 간주되지 않는다. 물새라는 용어는 보존의 맥락에서 수역이나 습지에 서식하거나 의존하는 모든 새를 지칭하는 데에도 사용된다. 이러한 사용의 예로는 아프리카-유라시아 이동성 물새 보존에 관한 협정(AEWA) 및 월나우 물새 보호구역이 있다.

## 유형
- 바닷새(가다랭이잡이목, 펭귄, 슴새목, 사다새목, 바다오리과, 갈매기과, 도둑갈매기류, 도요목)
- 섭금류(도요목)
- 기러기목(기러기목, 고니속, 까치기러기, 떠들썩오리과)
- 논병아리목
- 아비속
- 황새과
- 사다새목(사다새과, 왜가리과, 백로 (새), 따오기아과 등)
- 일부 두루미목(두루미과, 뜸부기과)
- 물총새과(주로 뿔호반새류, 드물게는 호반새류)
- 참새목의 한 과(물까마귀과)